# Deutzien

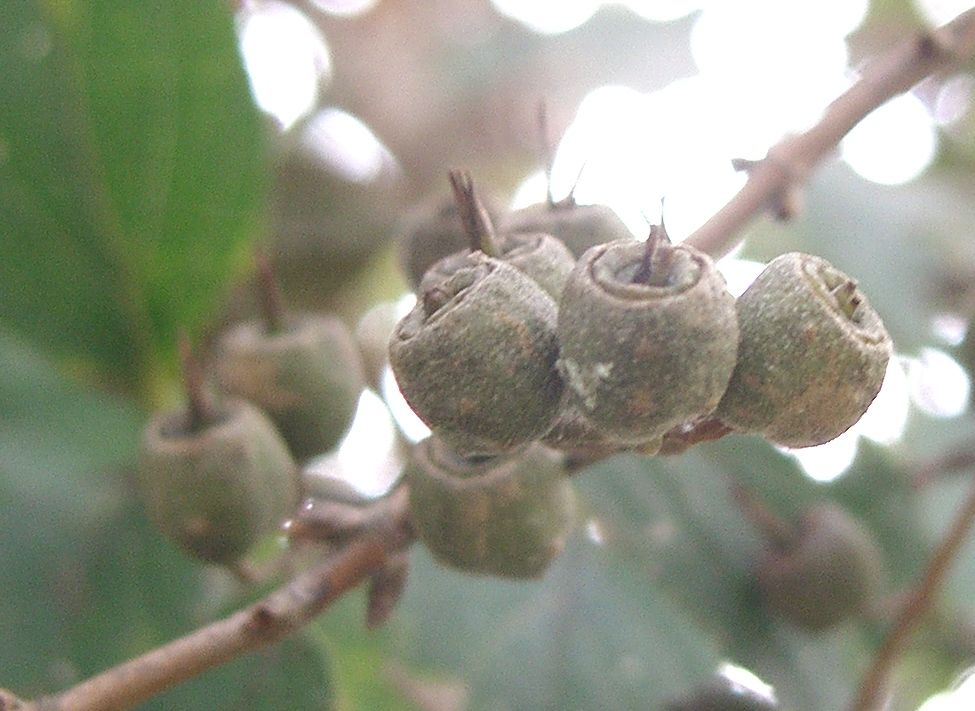
Früchte von Deutzia crenata

Die Deutzien (Deutzia) sind eine Pflanzengattung aus der Familie der Hortensiengewächse (Hydrangeaceae). Einige Arten der eng mit den Pfeifensträuchern (Philadelphus) verwandten Gattung sind beliebte Zierpflanzen.

## Beschreibung
Die Deutzien sind sommergrüne, meist aufrecht wachsende Sträucher mit stielrunden Zweigen. Die Zweige sind meist hohl oder haben ein lockeres, helles bis braunes Mark. Die Rinde ist dünn und fein längsrissig. Die Knospen sind 3 bis 7 Millimeter lang, eiförmig bis länglich eiförmig, teilweise vierkantig und alle etwa gleich groß. Die Knospenschuppen sind zugespitzt. Die Blattnarben sind V-förmig und zeigen Spuren von drei Gefäßbündeln.
Die Laubblätter sind gegenständig angeordnet. Sie sind meist kurz gestielt, eiförmig bis lanzettlich mit gekerbten oder gesägtem Blattrand und zur Blattspitze gerichteten Zähnen. Beide Seiten sind angedrückt sternhaarig. Nebenblätter fehlen.
Die zwittrigen Blüten haben Durchmesser von 1 bis 2,5 Zentimeter. Sie sind zu wenigen bis etwa 25 in Rispen, Trauben, Zymen oder Trugdolden am Ende kurzer, seitenständiger und beblätterter Triebe angeordnet. Der Blütenkelch ist glockenförmig und fünflappig. Unfruchtbare Blüten fehlen. Die fünf dachziegelartig oder klappig angeordneten Kronblätter sind spatel- bis eiförmig und weiß bis rosa. Die 10 bis 15 Staubblätter in zwei Kreisen sind kürzer als die Kronblätter und ungleich lang. Die Staubfäden sind pfriemlich bis abgeflacht und oben oft gezähnt. Die Griffel sind unverwachsen, die Narben kopfig bis herablaufend. Der unter- bis halbunterständige Fruchtknoten ist drei- bis fünffächrig, die Samenanlagen sind quer angeordnet. Es ist ein Diskus vorhanden. Die Frucht ist eine Kapsel. Die zahlreichen, 0,5 bis 3 Millimeter langen, flachen Samen sind einseitig geflügelt.
Die Chromosomenzahlen betragen n = 13, 26, 39, 52 und 65.

## Verbreitung
Das Verbreitungsgebiet der Gattung ist disjunkt und reicht von Mexiko nach Asien (u. a. Korea, Japan, Taiwan, Philippinen, China) bis in den Himalaya. Diversitätszentrum ist China.

## Systematik

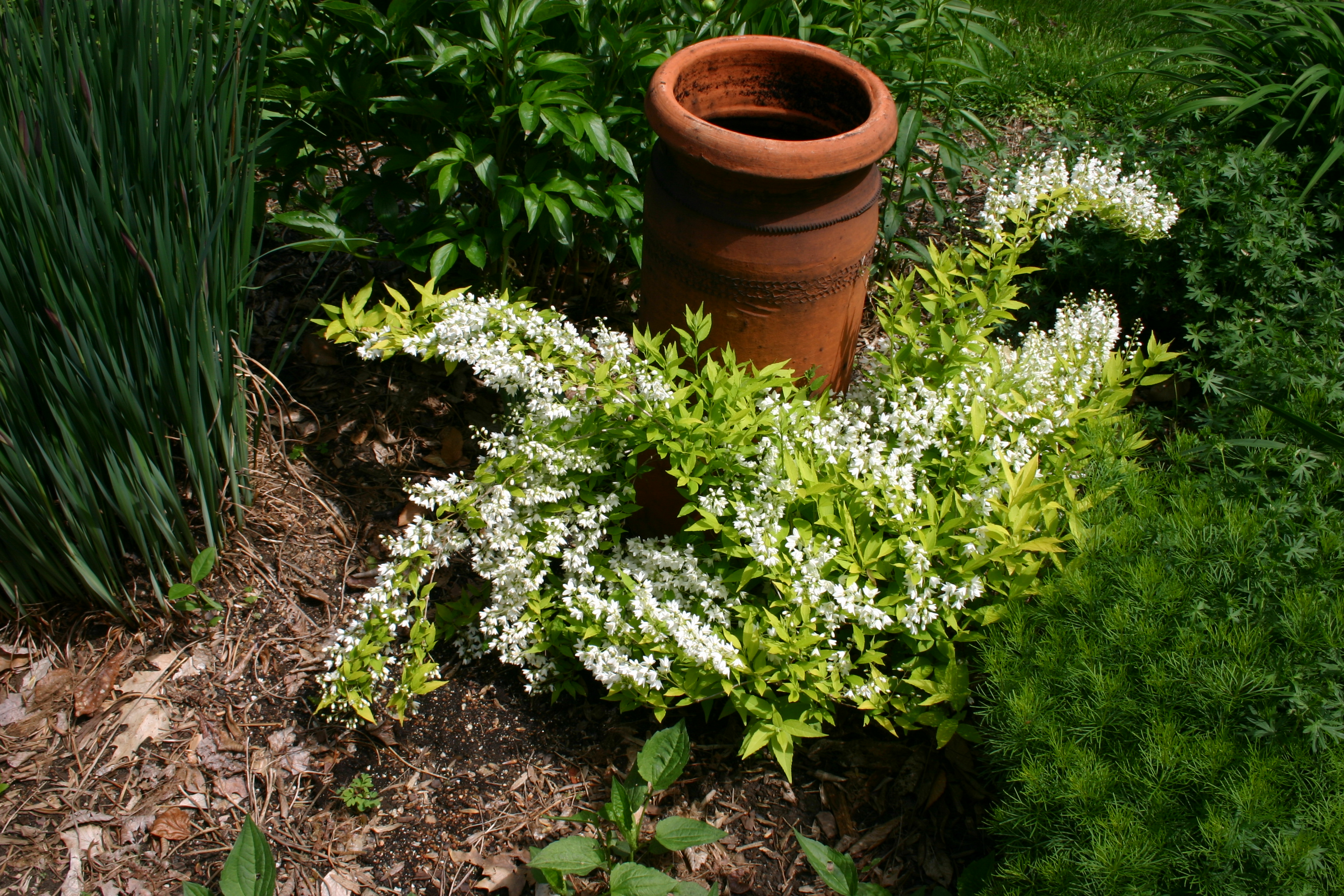
Zierliche Deutzie (Deutzia gracilis), Sorte Chardonay Pearls

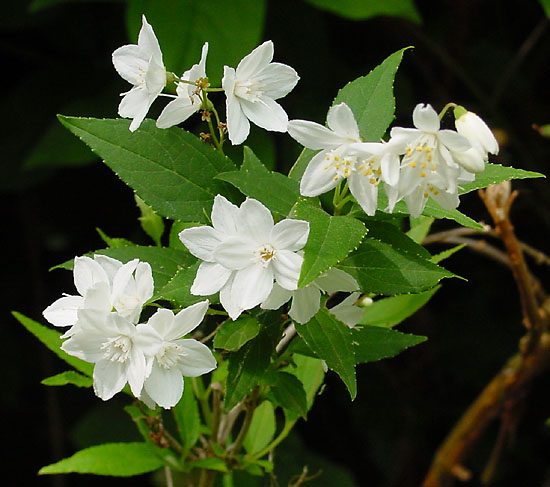
Zierliche Deutzie (Deutzia gracilis)

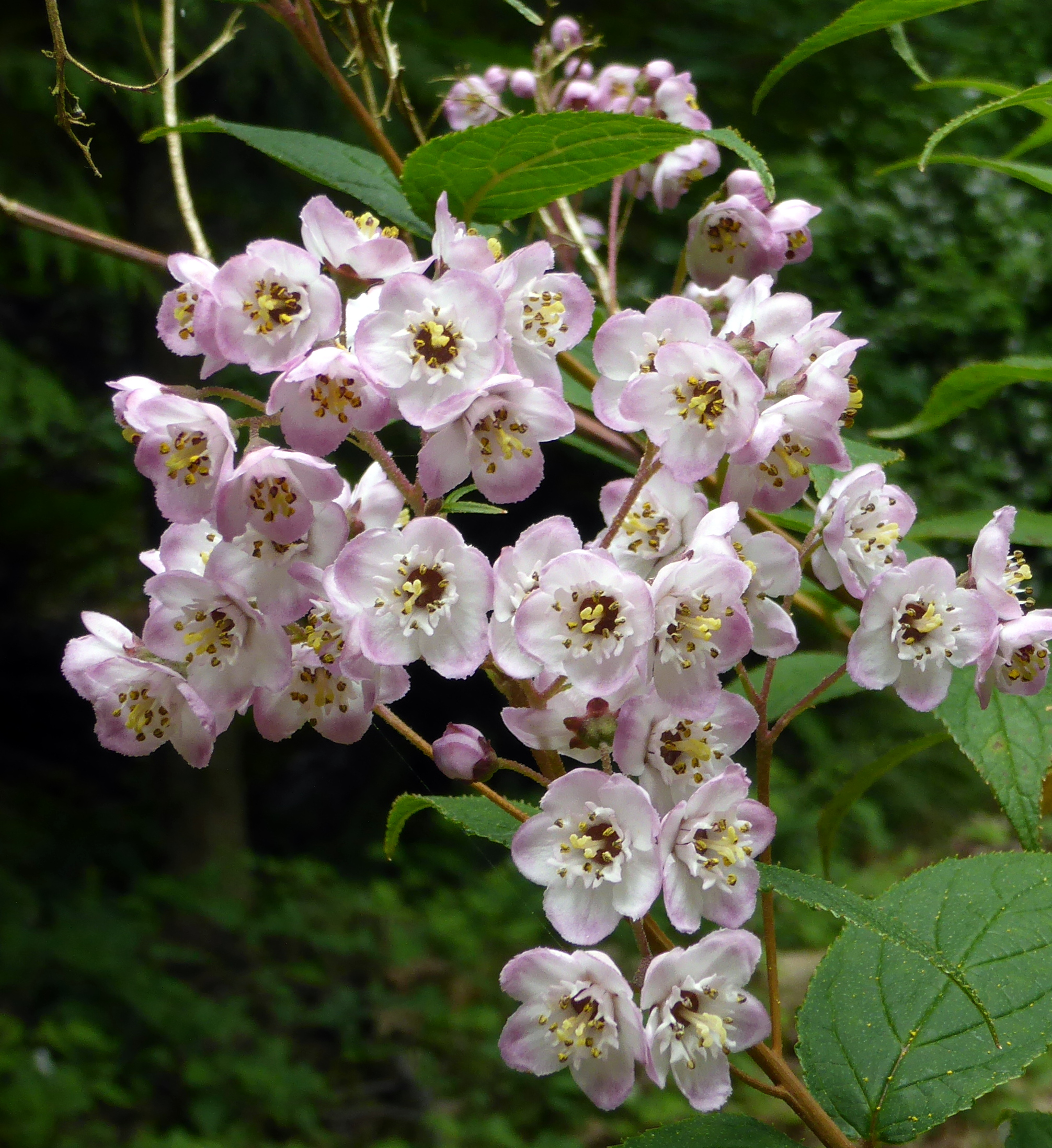
Deutzia hookeriana

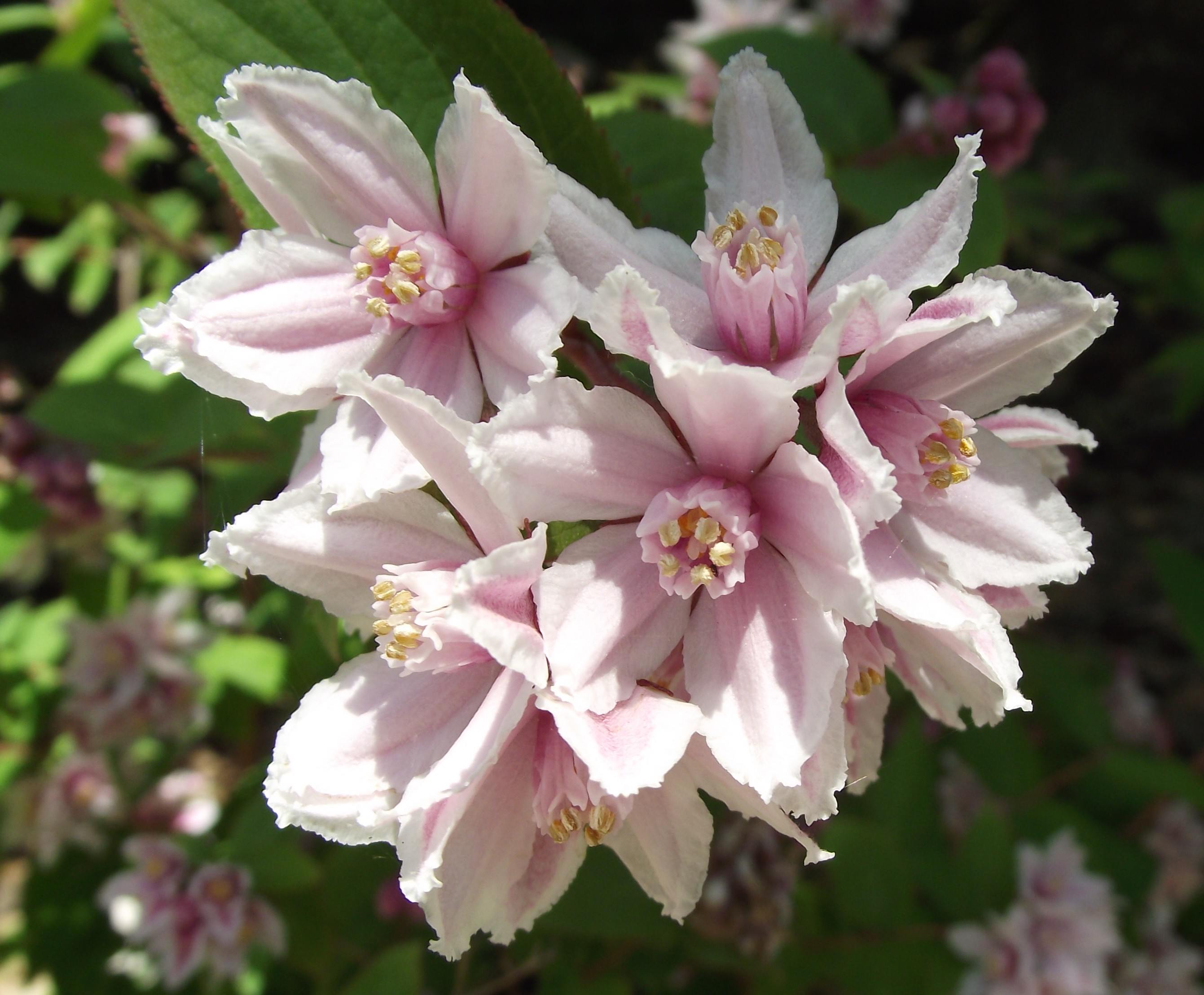
Langblättrige Deutzie (Deutzia longifolia)

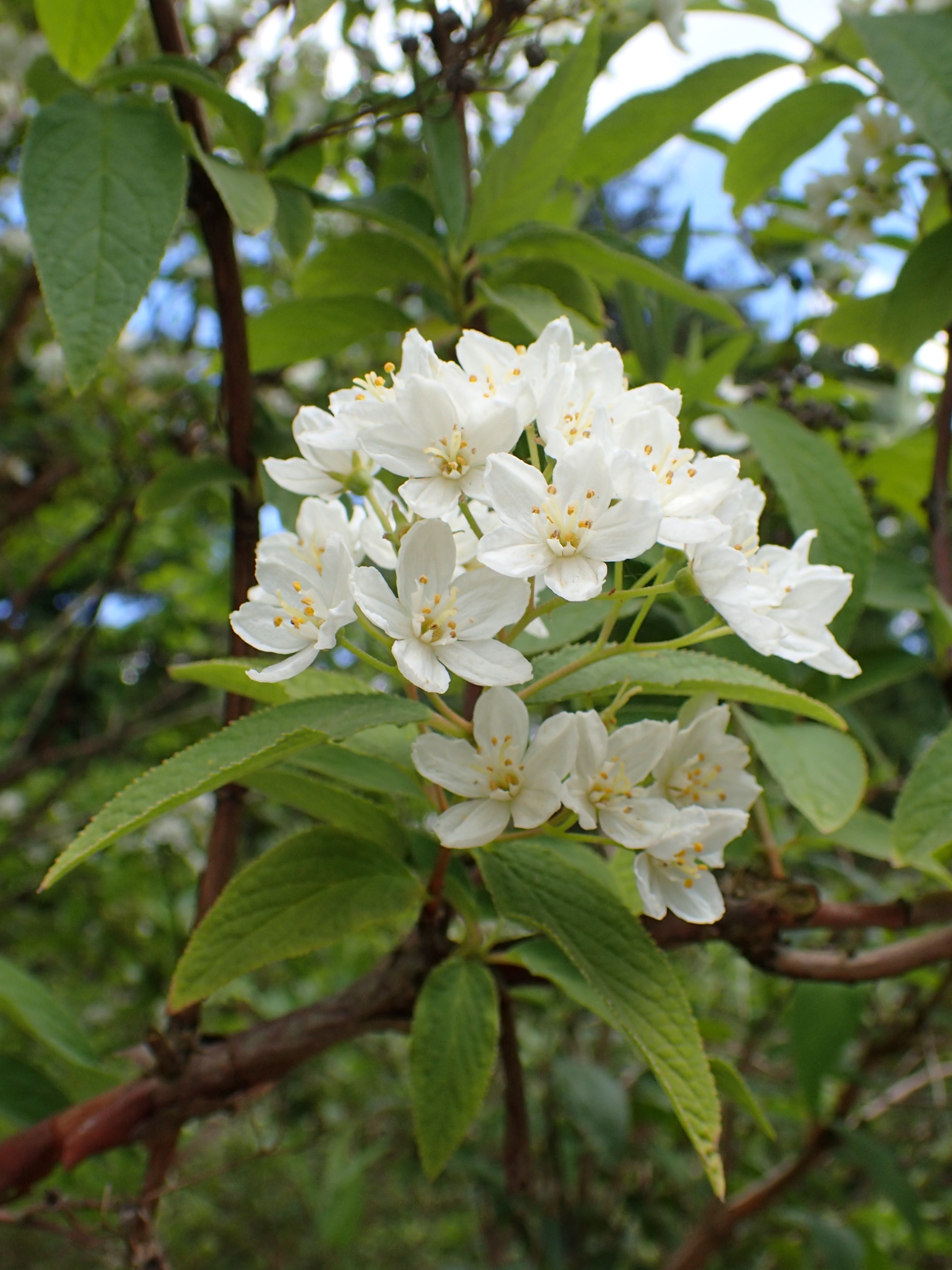
Deutzia mollis

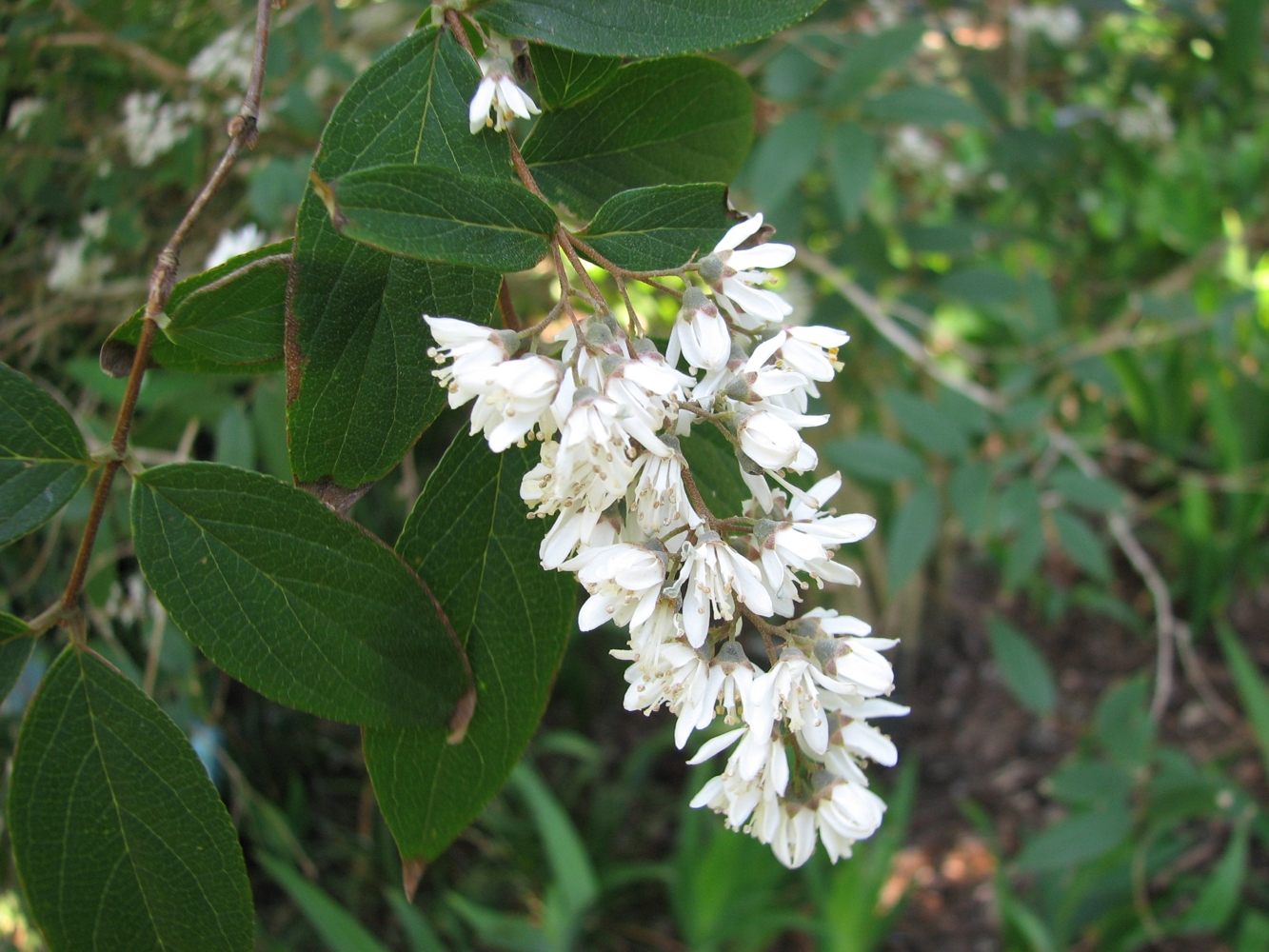
Ningpo-Deutzie (Deutzia ningpoensis)

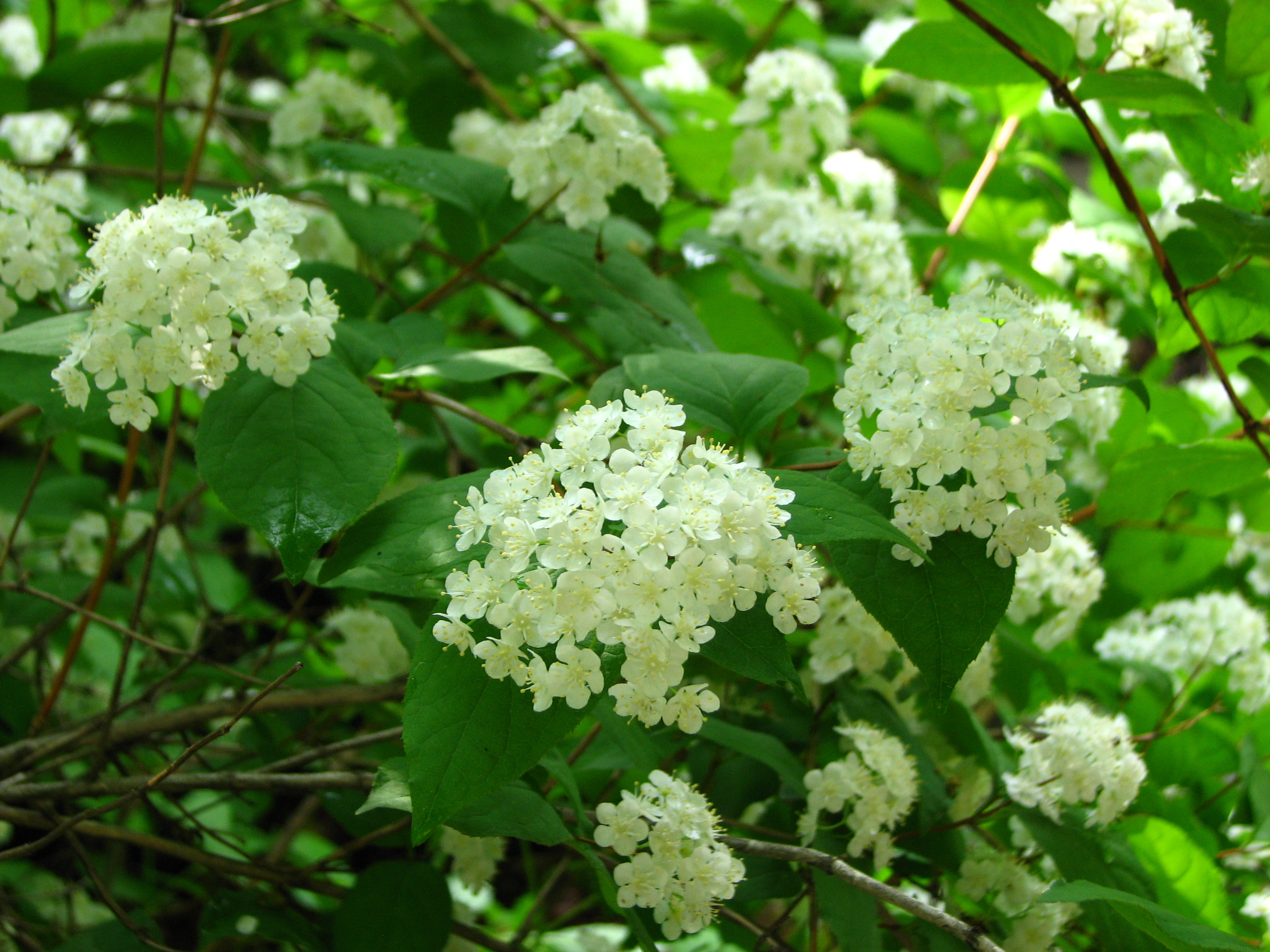
Kleinblütige Deutzie (Deutzia parviflora)

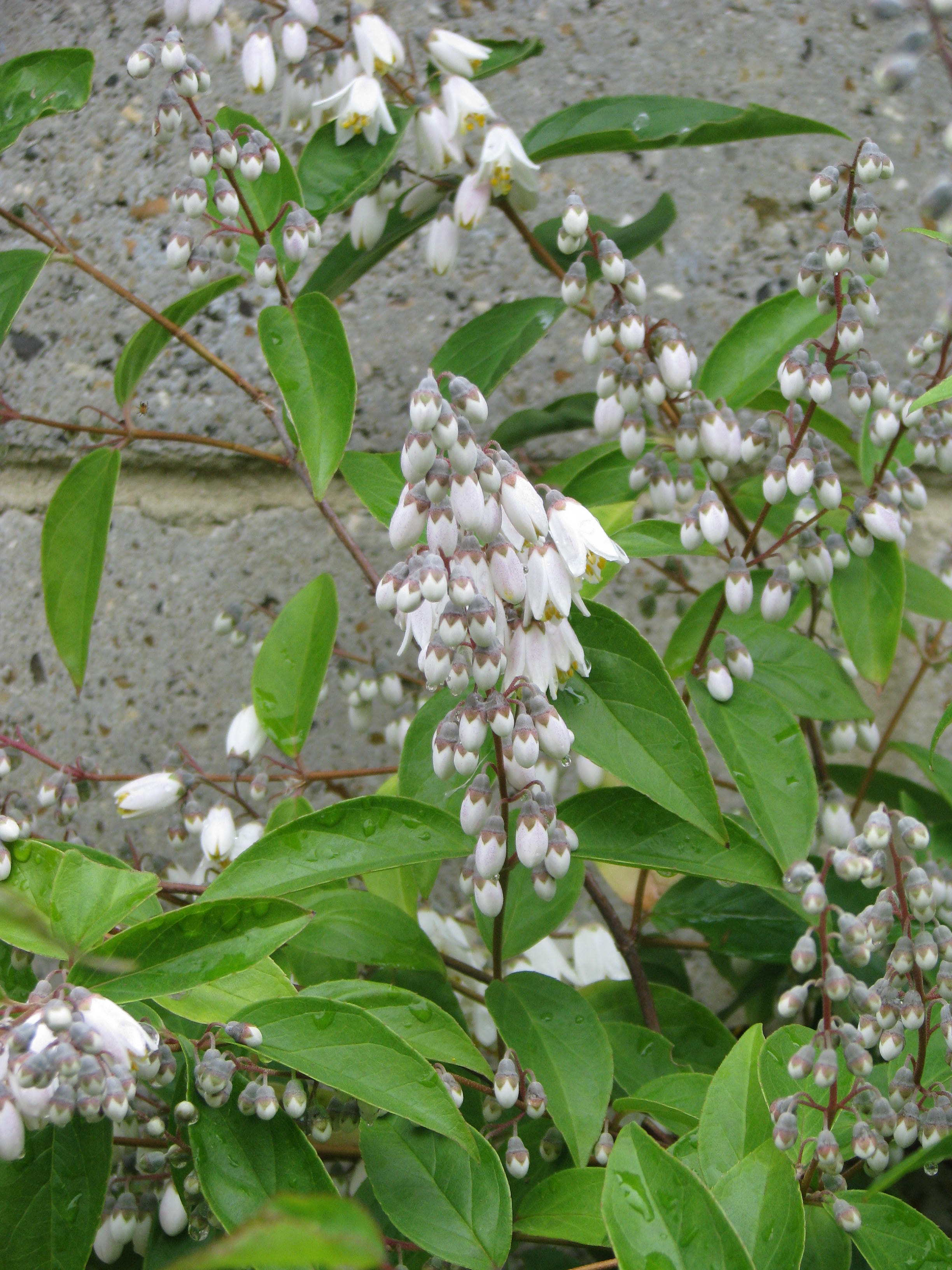
Deutzia pulchra

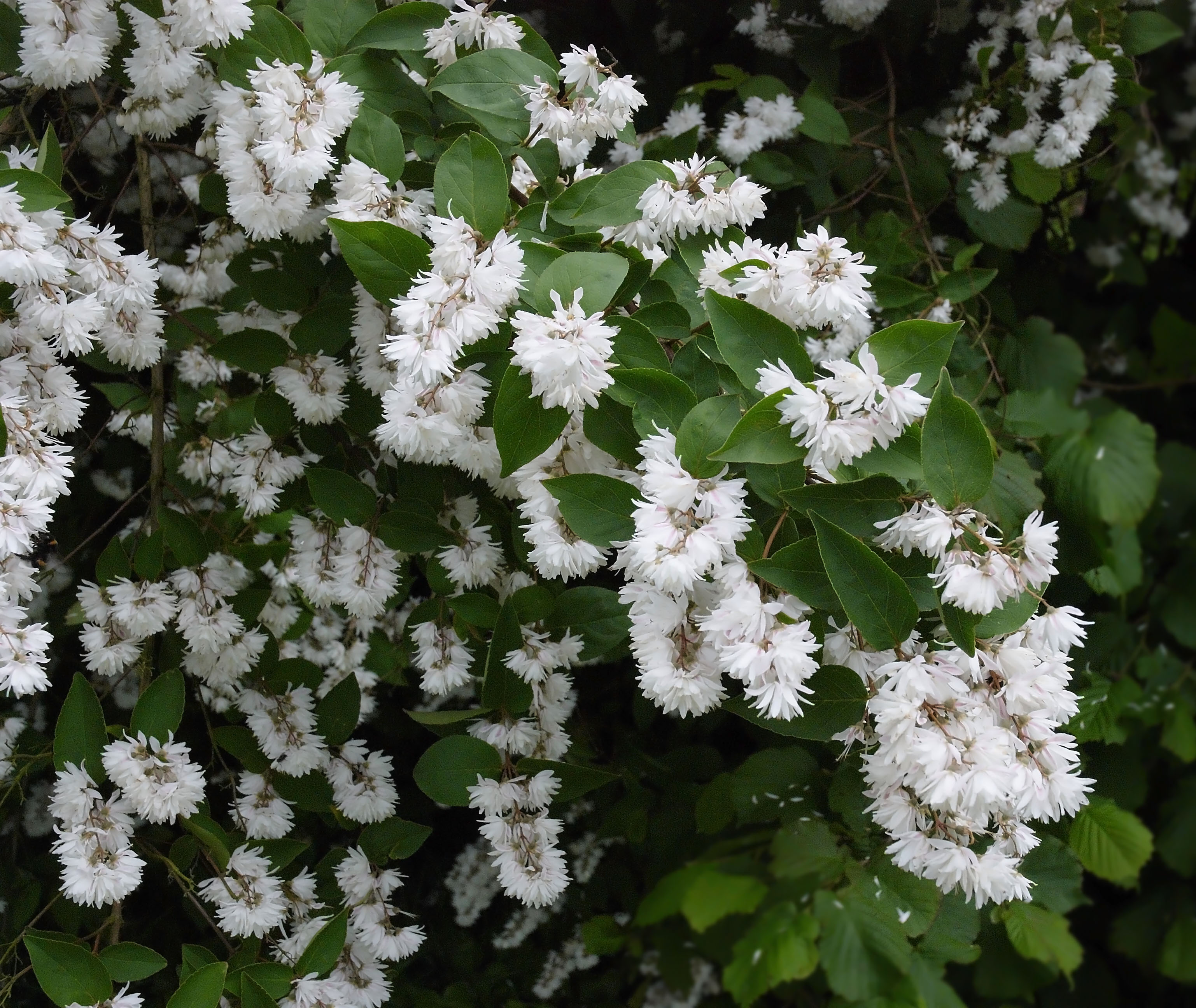
Raue Deutzie (Deutzia scabra)

Die Gattung wurde 1781 von Carl Peter Thunberg erstbeschrieben. Der Gattungsname erinnert an Johann von der Deutz (1743–1784), einen holländischen Ratsherren und Förderer von Carl Peter Thunberg.
Insgesamt besteht die Gattung aus rund 60 Arten, die in drei Sektionen (Neodeutzia, Mesodeutzia und Deutzia) sowie sechs Untersektionen und 16 Serien untergliedert werden. Die Plantlist listet folgende Arten der Gattung auf:
- Deutzia albida Batalin: Sie kommt im südlichen Gansu und vielleicht auch in Shaanxi vor.[4]
- Deutzia aspera Rehder: Sie kommt in Xizang und in Yunnan vor.[4]
- Deutzia baroniana Diels: Sie kommt in Hebei, Henan, Jiangsu, Liaoning, Shaanxi, Shandong und Shanxi vor.[4]
- Deutzia bhutanensis Zaik.: Sie kommt nur in Bhutan vor.[5]
- Deutzia bomiensis S.M.Hwang: Sie kommt im südlichen Xizang vor.[4]
- Deutzia breviloba S.M.Hwang: Sie kommt in Sichuan in Höhenlagen zwischen 1200 und 3100 Metern vor.[4]
- Deutzia bungoensis Hatus.: Sie kommt in Honshu und Kyushu vor.[5]
- Deutzia calycosa Rehder: Sie kommt in drei Varietäten im südwestlichen Sichuan und in Yunnan in Höhenlagen zwischen 1400 und 3000 Metern vor.[4]
- Deutzia cinerascens Rehder: Sie kommt im westlichen Guizhou vor.[4]
- Deutzia compacta Craib: Sie kommt in Sichuan und Yunnan in Höhenlagen zwischen 2000 und 4200 Metern vor.[4]
- Deutzia coriacea Rehder: Sie kommt im östlichen Sichuan vor.[4]
- Deutzia corymbosa R.Br. ex G.Don: Sie kommt in Indien, Nepal, Bhutan und im nördlichen Myanmar vor.[6]
- Deutzia crassidentata S.M.Hwang: Sie kommt im Sichuan in Höhenlagen zwischen 2000 und 2300 Metern vor.[4]
- Deutzia crassifolia Rehder: Sie kommt in Xizang und in Sichuan in Höhenlagen zwischen 1700 und 2400 Metern vor.[4]
- Deutzia crenata Siebold & Zucc.: Sie kommt ursprünglich in Japan vor.[4]
- Deutzia cymuligera S.M.Hwang: Sie kommt im östlichen Sichuan vor.[4]
- Verschiedenfarbige Deutzie[7] (Deutzia discolor Hemsl.): Sie kommt in Gansu, Henan, Hubei, Shaanxi und Sichuan vor.[4]
- Deutzia esquirolii (H.Lév.) Rehder: Sie kommt in Guizhou vor.[4]
- Deutzia faberi Rehder: Sie kommt in Zhejiang vor.[4]
- Deutzia floribunda Nakai
- Deutzia glabrata Kom.: Sie kommt in zwei Varietäten in China, Korea und Russland vor.[4]
- Deutzia glauca W.C.Cheng: Sie kommt in zwei Varietäten in Anhui, Henan, Hubei, Jiangxi, Zhejiang und vielleicht auch in Fujian vor.[4]
- Deutzia glaucophylla S.M.Hwang: Sie kommt in Xizang und in Sichuan in Höhenlagen zwischen 200 und 2500 Metern vor.[4]
- Deutzia glomeruliflora Franch.: Sie kommt in Sichuan und in Yunnan in Höhenlagen zwischen 200 und 3600 Metern vor.[4]
- Zierliche Deutzie[7] (Deutzia gracilis Siebold & Zucc.): Sie kommt ursprünglich in Japan vor.[4]
- Deutzia grandiflora Bunge: Sie kommt in China vor.[4]
- Deutzia hatusimae H.Ohba, L.M.Niu & Minamit.: Sie kommt auf Kyushu vor.[5]
- Deutzia henryi Rehder: Sie kommt in Yunnan vor.[5]
- Deutzia heterophylla S.M.Hwang: Sie kommt im südwestlichen Sichuan vor.[4]
- Deutzia hookeriana (C.K.Schneid.) Airy Shaw: Sie kommt in Bhutan, Sikkim, in China und vielleicht auch in Myanmar vor.[4]
- Deutzia hypoglauca Rehder: Sie kommt in zwei Varietäten in Gansu, Hubei, Shaanxi und Sichuan vor.[4]
- Langblättrige Deutzie[7] (Deutzia longifolia Franch.): Sie kommt in zwei Varietäten in Gansu, Guizhou, Sichuan und Yunnan in Höhenlagen zwischen 1800 und 3200 Metern vor.[4]
- Deutzia macrantha Hook.f. & Thomson: Sie kommt im westlichen Himalaja vor.[5]
- Deutzia maximowicziana Makino: Sie kommt im westlichen Honshu und in Shikoku vor.[6]
- Deutzia mexicana Hemsl.: Sie kommt in Mexiko vor.[5]
- Deutzia mollis Duthie: Sie kommt im westlichen Hubei vor.[4]
- Deutzia monbeigii W.W.Sm.: Sie kommt in Xizan, Sichuan und Yunnan in Höhenlagen zwischen 2000 und 3000 Metern vor.[4]
- Deutzia muliensis S.M.Hwang: Sie kommt in Sichuan vor.[4]
- Deutzia multiradiata W.T.Wang: Sie kommt im südöstlichen Sichuan vor.[4]
- Deutzia nanchuanensis W.T.Wang: Sie kommt im südöstlichen Sichuan und im nordöstlichen Yunnan vor.[4]
- Deutzia naseana Nakai: Sie kommt auf den Amami-Inseln vor.[5]
- Ningpo-Deutzie[7] (Deutzia ningpoensis Rehder): Sie kommt in Anhui, Fujian, Hubei, Jiangxi, Shaanxi und Zhejiang vor.[4]
- Deutzia oaxacana Zaik.: Sie kommt in Mexiko vor.[5]
- Deutzia obtusilobata S.M.Hwang: Sie kommt im westlichen Sichuan vor.[4]
- Deutzia occidentalis Standl.: Sie kommt in drei Varietäten in China, Korea und Russland vor.[4]
- Deutzia ogatae Koidz.: Sie kommt auf Shikoku vor.[5]
- Deutzia ovalis Fedde
- Deutzia paniculata Nakai: Sie kommt in Korea vor.[5]
- Kleinblütige Deutzie[7] (Deutzia parviflora Bunge)
- Deutzia pilosa Rehder: Sie kommt in Gansu, Guizhou, Sichuan, Yunnan und vielleicht auch in Shaanxi vor.[4]
- Deutzia pringlei C.K.Schneid.: Sie kommt im nordöstlichen Mexiko vor.[5]
- Deutzia pulchra S.Vidal: Sie kommt auf den Philippinen und auf Taiwan vor.[4]
- Purpur-Deutzie[7] (Deutzia purpurascens (Franch. ex L.Henry) Rehder): Sie kommt in Indien, Myanmar und in China und dort in Höhenlagen zwischen 2600 und 3500 Metern vor.[4]
- Deutzia rehderiana C.K.Schneid.: Sie kommt in Guizhou, Sichuan und Yunnan vor.[4]
- Deutzia rubens Rehder: Sie kommt in Gansu, Hubei, Shaanxi und Sichuan in Höhenlagen zwischen 2100 und 3000 Metern vor.[4]
- Raue Deutzie[7] (Deutzia scabra Thunb.)
- Deutzia schneideriana Rehder: Sie kommt in Anhui, Gansu, Hubei, Hunan, Jiangxi und vielleicht auch in Zhejiang vor.[4]
- Sichuan-Deutzie[7] (Deutzia setchuenensis Franch.): Sie kommt in drei Varietäten in Fujian, Guangdong, Guangxi, Guizhou, Hubei, Hunan, Jiangxi, Sichuan und Yunnan vor.[4]
- Deutzia setifera Zaik.: Sie kommt in Yunnan vor.[5]
- Deutzia silvestrii Pamp.: Sie kommt in Hubei vor.[4]
- Deutzia squamosa S.M.Hwang: Sie kommt im südlichen Sichuan vor.[4]
- Deutzia staminea R.Br. ex Wall.: Sie kommt in Bhutan, Kaschmir, Nepal, Sikkim und in China in Höhenlagen zwischen 2000 und 3000 Metern vor.[4]
- Deutzia subulata Hand.-Mazz.: Sie kommt in Sichuan und in Yunnan in Höhenlagen zwischen 2000 und 2500 Metern vor.[4]
- Deutzia taibaiensis W.T.Wang ex S.M.Hwang: Sie kommt in Gansu und in Shaanxi vor.[4]
- Deutzia taiwanensis (Maxim.) C.K.Schneid.: Sie kommt in Taiwan in Höhenlagen zwischen 300 und 2500 Metern vor.[4]
- Deutzia uniflora Shirai: Sie kommt im westlichen Honshu vor.[6]
- Deutzia wardiana Zaik.: Sie kommt in Indien und in Xizang vor.[4]
- Deutzia yaeyamensis Ohwi: Sie kommt auf der Ryūkyū-Insel Iriomote vor.[5]
- Deutzia yunnanensis S.M.Hwang: Sie kommt im nordwestlichen Yunnan vor.[4]
- Deutzia zentaroana Nakai: Sie kommt in Kyushu vor.[5]
- Deutzia zhongdianensis S.M.Hwang: Sie kommt im nordwestlichen Yunnan in Höhenlagen zwischen 2100 und 3500 Metern vor.[4]

## Zierpflanze
Deutzien werden häufig wegen ihrer weißen Blüten als Zierpflanzen angebaut. Viele Cultivare und Hybriden wurden für die Nutzung im Garten selektiert, einschließlich der Sorten mit gefüllten Blüten. Beispielsweise ist Deutzia x lemoinei eine Hybride von Deutzia gracilis und Deutzia parviflora. Die Identifizierung kann schwierig sein, so gehören viele Pflanzen, die als Deutzia scabra verkauft werden, tatsächlich zur Art Deutzia crenata.

## Nachweise